# Andy Russell
Andy Russell (registrado al nacer como Andrés Rábago) (Los Ángeles, California, Estados Unidos, 16 de septiembre de 1919 - Sun City, Arizona, 16 de abril de 1992) fue un cantante estadounidense de ascendencia mexicana de música latina, balada romántica y boleros. Es ampliamente considerado el primer cantante estadounidense en cantar en español y es uno de los pioneros más importantes y populares del bolero. Vendió más de 60 millones de discos en todo el mundo. Su carrera abarcó más de cinco décadas, Russell recibió muchos premios internacionales, y es ampliamente reconocido como el primer artista latino original que introdujo al público estadounidense canciones populares cantadas en inglés y español, abriendo así las puertas a muchos artistas hispanos bilingües como Nat King Cole para hacer más tarde lo mismo. A través de una fusión de estilos musicales, ritmos y lenguajes, creó música que trascendió fronteras y atrajo a públicos diversos, convirtiéndose en uno de los primeros artistas musicales transculturales y multinacionales. Tuvo éxitos que alcanzaron las listas, como « Bésame mucho », « Amor » y « What a Diff'rence a Day Made ». Hizo apariciones personales y actuó en programas de radio, más notablemente Your Hit Parade , en varias películas y en televisión. Durante esta fase inicial de su carrera, su popularidad en los Estados Unidos rivalizó con la de los cantantes Frank Sinatra y Perry Como .
En 1954 se trasladó a México donde se convirtió en estrella de la radio, la televisión, el cine, los discos y los clubes nocturnos. Realizó giras extensas por América Latina, España, Portugal y Cuba,  y presentó el programa de televisión de variedades El Show de Andy Russell en Argentina de 1956 a 1965. 
Al regresar a los Estados Unidos, Russell continuó grabando. Su sencillo de 1967 " It's Such a Pretty World Today " alcanzó el puesto número 1 en la lista Easy Listening Chart de la revista Billboard. En los años siguientes, Russell continuó actuando en los Estados Unidos y en todo el mundo, grabando ocasionalmente nuevos discos y haciendo apariciones en televisión. Aunque fue bien recibido, no alcanzó su nivel de éxito anterior.

## Trayectoria artística
Su nombre original era Andrés Rabago Pérez y había nacido en Boyle Heights, en el este de Los Ángeles. Fue uno de diez hermanos, hijo de padres mexicanos. Ya en su adolescencia empezó a cantar y tocar percusión con una banda local que encabezaba don Ramón Cruz.
A principios de los años cuarenta, tomó el nombre artístico de Andy Russell, a partir de su nombre de pila y del de uno de sus ídolos, el cantante Russ Columbo. Se hizo vocalista y percusionista con las bandas de Johnny Richards, Gus Arnheim, Sonny Dunham y Alvino Rey. En 1944 ya cantaba en las radios como vocalista, al siguiente año tuvo su Old Gold Show y firmó un contrato con la discográfica Capitol Records.
Tenía una voz romántica de barítono, cantó canciones en inglés y español, su primer éxito fue Bésame mucho (Capitol, 1944). El mismo año llegó su mayor éxito: Amor (Capitol, incluyendo The Day After Forever) de la película Broadway Rhythm. Tuvo dos éxitos más ese mismo año: What a Difference a Day Made (Capitol, incluyendo Don't You Notice Anything New?) y I Dream of You/Magic Is Moonlight (Capitol). En 1946 triunfó con I Can't Begin to Tell You (Capitol) de la película The Dolly Sisters. Fue la cuarta canción entre las diez más vendidas en el país por Russell en menos de dos años. Luego llegaron Laughing on the Outside y They Say It's Wonderful (del espectáculo deBroadway Annie Get Your Gun) (Capitol). Después Pretending (Capitol, con Who Do You Love), otro éxito entre los diez más vendidos. Fue invitado a Hollywood y participó en algunas películas. En 1946 actúa en The Stork Club y Breakfast in Hollywood. En la banda sonora de Make Mine Music de Walt Disney, y aparece en la película Copacabana al año siguiente.
En 1946, sustituye a Frank Sinatra en el programa radiofónico Your Hit Parade, que vuelve en 1947, lo que incrementa su popularidad como cantante. A principios de los años cincuenta, Russel aparece ya en televisión en Your Show of Shows con Sid Caesar en la NBC, pero continúa grabando aunque con menor frecuencia. En 1952, Russell ya no consigue grandes éxitos, y Capitol Records pierde interés en su figura. Es tiempo de rock 'n roll, y la música de Russell deja de estar de moda. Russell se da cuenta de que en México todavía tiene su público y canta para él cada vez más, aunque ocasionalmente grabó para RCA Victor Records mediados de los años cincuenta.
Precisamente, a mediados de los años cincuenta Andy Russell describe una trayectoria muy exitosa en el cine mexicano, al participar en papeles protagónicos en varias películas del género de comedia romántica, tales como Que bravas son las costeñas, con María Antonieta Pons, Evangelina Elizondo y Joaquín Cordero, Viva la juventud, con Adalberto Martínez Resortes, Yolanda Varela y María Victoria y Vistete Cristina con Rosita Arenas entre otras comedias musicales.
Años más tarde Russell se mudó a Argentina, donde tuvo gran éxito con un programa de variedades en televisión durante siete años. A mediados de los años sesenta, volvió a Estados Unidos por un tiempo y a la discográfica Capitol, grabando algunos LP.
Excepcionalmente en 1967, con el sencillo It's Such A Pretty World Today y I'm Still Not Through Missing You volvió a la lista Billboard's Easy Listening.
También grabó algunos discos para el mercado argentino con buena acogida. Continuó cantando hasta mediados de los años ochenta cuando acabó en el olvido.
Falleció en Sun City, Arizona y fue enterrado en el Loma Vista Memorial Park de Fullerton (California). También filmò al lado de la brasileña Irasema Diliàn Primavera en el Corazón en 1957.